# Сосин, Пётр Ильич
Пётр Ильич Сосин (21 апреля 1936, Мстёра, Вязниковский район Владимирская область — 20 февраля 2008) — художник, гравёр, миниатюрист. Один из мастеров Мстёрской миниатюры. Заслуженный художник Российской Федерации.

## Биография
Сосин Петр Ильич родился 21 апреля 1936 года в п. Мстёра Владимирской области в семье рабочих. Отец, Сосин Илья Петрович, погиб на фронте в годы Великой Отечественной войны. Мать, Сосина Серафима Александровна, скончалась в 1967 году. В 1952 году, окончив среднюю школу, поступил на граверное отделение Мстёрской художественной профтехшколы, обучаясь по специальности «гравера по стали и цветным металлам». В 1955 году окончил художественную школу одним из лучших учеников. Были хорошие перспективы заниматься работой по металлу, но жизнь распорядилась по-иному. От работы на местном ювелирном производстве Петр Ильич отказался, так как не нашел возможности для творческой деятельности. После службы в армии (с 1955 по 1958 годы) он поступил учеником в живописный цех артели «Пролетарское искусство», перенимая опыт у известного мастера Б. Н. Любомудрова.
Первую свою творческую работу — миниатюру «Три девицы под окном» — Сосин написал в августе 1958 года. Основная тематика работ — историко-революционная, былинно-сказочная, современная («На мстёрском кирпичном заводе»). В 1980—1990-е годы испытывал значительное влияние творчества А. Ф. Котягина.
В 1974 году был принят в члены Союза художников СССР. В 1999 году получил почетное звание «Заслуженный художник Российской Федерации».

## Творчество
Миниатюры П. И. Сосина находятся в ведущих музеях России: Владимиро-Суздальском музее заповеднике, ВМДПиНИ, ГРМ, МХМ (п. Мстёра) и др. Некоторые из них:
1. «Наш паровоз вперед лети» (10х12), 1972 год.
2. «Бесы» (24х18), 1972 год.
3. «Освобождение Симбирска» (10х12), 1969 год.
4. «Было у тещи семь зятьев» (8х6), 1972 год.
5. «Соловей Будимирович» (17х14), 1969 год.
6. «Илья Муромец» (14х14), 1970 год.
7. «Пахари» (18х9), 1970 год.
8. «Встреча двух коней» (8х8), 1969 год.
9. «Сказка о Золотом петушке» (15х12), 1968 год.
10. «Кокушкино-первая ссылка» (17х12), 1969 год.
11. «Илья Муромец Калин царь» (8х6), 1975 год.
12. «От Оки до Одера» (24х14), 1975 год.
13. «На Мстёрском кирпичном заводе» (24х14), 1977 год.
14. «Кавказская Здравница» Железноводск (24х18), 1977 год.
15. «Капустник» (17х14), 1977 год.
16. «Василиса Микулична» (10х10х10), 1977 год.
17. «Первый вагон» (17х14), 1977 год.
18. «Сельские будни в пойме Клязьма» (24х18), 1979 год.
19. «Тарас Бульба» (24х14), 1979 год.
20. «В засаде запасный полк» (22х16), 1980 год.
21. «Племенной совхоз Пролетарий» (20х14), 1980 год.
22. «Битва у Вороньего камня» (20х13), 1981 год.

## Награды и медали
1. Медаль «За доблестный труд в ознаменование 100-летия со дня рождения В. И. Ленина» (20 марта 1970 года).
2. Знак «Ударник 2-го года 9-й пятилетки».
3. Бронзовая медаль ВДНХ.
4. Золотая медаль ВДНХ.
5. Медаль за участие в 5-й Республиканской выставке «Советская Россия» 1975 года.
6. Медаль за участие в 4-й Республиканской выставке «Советская Россия» посвященной 100-летию со дня рождения В. И. Ленина.
7. Медаль за участие в Республиканской художественной выставке «60 лет Великого Октября» 1977 года.
8. Диплом Всесоюзной выставки-конкурса «Самодеятельных художников и мастеров народного творчества».
9. Диплом Министерства Культуры РСФСР за участие в Республиканской художественной выставке «60 лет Октября».
10. Диплом Министерства Культуры РСФСР за участие в выставке «Советская Россия» посвященная 100-летию со дня рождения В. И. Ленина.
11. Диплом Министерства Культуры РСФСР за участие в 6-й Республиканской выставке «Советская Россия».
12. Диплом первой степени за участие на Всероссийской выставке-смотре народных художественных промыслов.
13. Ветеран труда (10 февраля 1986 года).
14. Памятный знак к «50-летию Юбилейной выставки СХ России».
15. Заслуженный художник Российской Федерации (17 июня 1999 года).